# تشيانغ تشينغ كو
تشيانغ تشينغ-كو (بالصينية: 蔣經國) (27 نيسان/أبريل 1910 – 13 كانون الثاني/يناير 1988)، الكومينتانغ (KMT) سياسي وقائد، كان رجل دولة صيني وابن جينيراليسيمو وشيانج كاي شيك رئيس الجمهورية الصينية. شغل عدة مناصب في حكومة تايوان. خلف والده في شغل منصب رئيس وزراء الجمهورية الصينية بين عامي 1972-1978، ثم أصبح رئيس الجمهورية من عام 1978 حتى وفاته عام 1988.
في ظل حكمه، أصبحت حكومة جمهورية الصين أكثر انفتاحاً وتسامحاً مع المعارضة السياسية. خفف تشيانغ من الضوابط الحكومية على وسائل الإعلام وحرية التعبير، وسمح للتايوانيين من شعوب الهان بالعمل في مراكز السلطة، ومنهم خلفه لي تنغ هوي.

## روابط خارجية
- تشيانغ تشينغ كو على موقع الموسوعة البريطانية (الإنجليزية)
- تشيانغ تشينغ كو على موقع مونزينجر (الألمانية)
- تشيانغ تشينغ كو على موقع إن إن دي بي (الإنجليزية)